# Canberra Raiders
Els Canberra Raiders són un club professional de rugbi a 13 australià amb seu a la ciutat de Canberra, al Territori de la Capital Australiana. El club juga a la National Rugby League (NRL).
El club ha guanyat el campionat tres vegades (1989, 1990 i 1991).